# (35430) 1998 BT6
1998 BT6 (asteroide 35430) é um asteroide da cintura principal. Possui uma excentricidade de 0.10402200 e uma inclinação de 1.41566º.
Este asteroide foi descoberto no dia 24 de janeiro de 1998 por Takao Kobayashi em Oizumi.